# ザンブーラキ

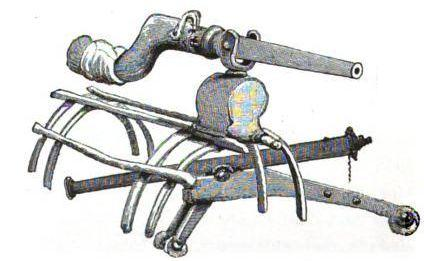
南アジアのザンブーラキの一例

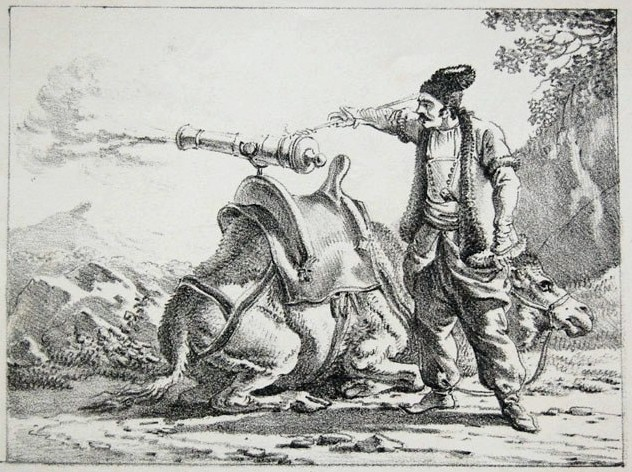
ムガル帝国では、様々なタイプのザンブーラキが使用された。

ザンブーラキ (zamburak、zumbooruk) とは、近代から20世紀まで使われた駱駝騎兵と火器とを組み合わせた特殊な動物兵器である。ザンブーラキの騎乗者は zamburakchi または zumboorukchee と呼ばれていた。
ザンブーラキは旋回砲（小型のファルコネット砲）、それをヒンジ止めしたサドルを背負ったラクダ、そしてそれに騎乗する兵士で構成される。1850年以降からはガトリング砲も同様にラクダに取り付けられている様子がみられる。
背負った旋回砲を特にシャテーナル (Shutermal) と呼称するとも言われている。使用法は砲自体をラクダから下ろして発砲するとも、載せたまま砲撃を加えるとも諸説あってはっきりしないが、砲撃時の反動問題から下ろして使用するのが主で、機動戦時のみ駄載状態で（走行せずに座り込ませて、右図）発砲するのが妥当な使用法だと思われる。砲弾は主に対人用のキャニスター弾を用いた。

## 語源
語源はアラビア語: زنبور（zambūr、スズメバチの意。おそらく クロスボウの発射音から）に由来している。

## 歴史

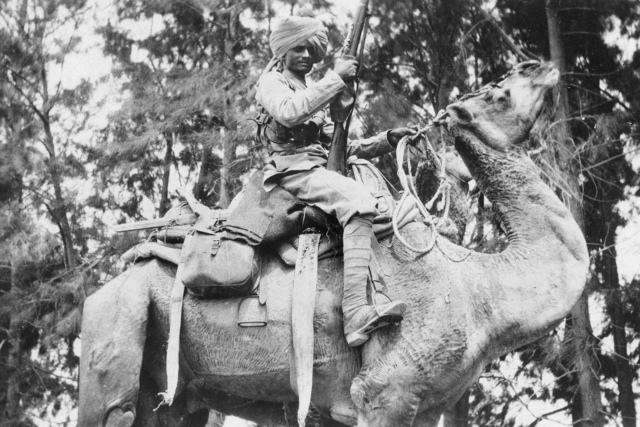
インド軽装騎兵部隊

ザンブーラキはエジプトの兵士が大型のクロスボウをラクダの背に乗せたのが始まりである。
ザンブーラキは急速にアラブ、アフガニスタン、ムガル帝国、ペルシャ、サファヴィー朝、アフガニスタンに広まった。
ムガル帝国時代に駱駝騎兵とクロスボウの組み合わせから、旋回砲を取り付ける駱駝と砲兵を組み合わせに改良された。
ムガル帝国崩壊後も、駱駝と砲兵を組み合わせた駱駝砲兵は、軽装騎兵部隊として砂漠地方のインドで使用され続けていた。
ザンブーラキは19世紀のペルシャ軍近衛部隊の1ユニットとして使われた。この部隊には巨大な太鼓を載せたラクダが随伴し敵を威嚇した。実戦では、アフガン戦争とシク戦争で侵略する英国に対して使用された。